# Jade Le Guilly
Jade Le Guilly (Nogent-sur-Marne, 18 giugno 2002) è una calciatrice francese, difensore del Paris Saint-Germain.

## Carriera

### Club
Le Guilly ha iniziato a giocare a calcio all'età di otto anni con l'AS Vexin Marines nella Val d'Oise, rimanendovi fino al 2012 e trasferendosi per le due successive stagioni al AS du Vexin.
Coglie l'opportunità di unirsi al Paris Saint-Germain all'età di 12 anni, indossando inizialmente le maglie delle formazioni più giovani raggiungendo la squadra che disputa il Championnat national féminin U19, formazione con la quale, nel 2019, vince il campionato di categoria indossando la fascia di capitano.
Aggregata alla prima squadra dalla stagione 2020-2021, il tecnico Olivier Echouafni decide di impiegarla per la prima volta nell'incontro di andata dei sedicesimi di finale dell'edizione 2020-2021 della UEFA Women's Champions League, facendo così il suo debutto nel torneo UEFA il 10 dicembre 2020, nella vittoria esterna per 2-0 con le polacche del Górnik Łęczna, rilevando Ashley Lawrence al 57'. Oltre a quella, alla sua prima stagione con la squadra titolare colleziona altre due presenze in Champions league, in campionato invece scende in campo una sola volta, entrando nel secondo tempo della vittoria esterna per 2-0 con il Le Havre alla 20ª giornata. Ciò nonostante a fine stagione festeggia con le compagne il primo titolo di Campionesse di Francia.
L'8 febbraio 2021 ha firmato il suo primo contratto professionistico con il PSG, estendendolo fino a giugno 2024.
Nel frattempo per la stagione 2022-2023 viene ceduta in prestito alla Real Sociedad, club spagnolo iscritto alla Primera División Femenina de España, massimo livello del campionato spagnolo di categoria. Sotto la guida tecnica di Natalia Arroyo Le Guilly fa il suo debutto, da titolare, già alla prima partita giocata dalla sua nuova squadra in campionato, pur se alla 2ª giornata per il rinvio concordato con l'Atlético Madrid, il 17 settembre, nella vittoria interna per 2-0 con il Villarreal, venendo poi impiegata con frequenza durante il resto della stagione, arrivando a marcare 22 presenze complessive e una rete, l'unica segnata per la Real Sociedad nella sconfitta esterna di misura per 2-1 con il Barcellona all'11ª giornata. Durante la stagione marca inoltre una presenza in Coppa della Regina e due in Supercoppa.

### Nazionale
Le Guilly inizia a essere convocata dalla Federcalcio francese dal 2019, chiamata dal tecnico federale Philippe Dumas per indossare la maglia della formazione Under-17, con la quale debutta il 18 gennaio nell'amichevole vinta 1-0 con le pari età della Inghilterra. Dumas la chiama anche per la fase élite delle qualificazioni all'Europeo di Bulgaria 2019, dove viene impiegata in tutti i tre incontri del girone, giocando il suo primo incontro ufficiale UEFA il 23 marzo nell'incontro vinto 5-0 sull'Irlanda del Nord e condividendo con le compagne la delusione per il mancato accesso alla fase finale.
Di quello stesso anno è il suo passaggio alla Under-19, chiamata dal tecnico Sonia Haziraj in occasione della qualificazioni all'Europeo di Georgia 2020, debuttando il 1º ottobre nell'incontro vinto per 10-0 con la Macedonia del Nord. Di seguito Haziraj la impiega in altre 5 occasioni, indossando per l'ultima volta la maglia delle Bleus U-19 il 9 marzo 2020, nella vittoria per 2-1 con la Norvegia all'edizione 2020 al Torneo di La Manga.
Esordisce in nazionale maggiore il 29 ottobre 2024, nel corso dell'amichevole perduta a Ginevra contro la Svizzera, 2-1.

## Statistiche

### Presenze e reti nei club
Statistiche aggiornate al 30 novembre 2024.
| Stagione        | Squadra             | Campionato      | Campionato | Campionato | Coppe nazionali | Coppe nazionali | Coppe nazionali | Coppe Internazionali | Coppe Internazionali | Coppe Internazionali | Altre coppe | Altre coppe | Altre coppe | Totale | Totale |
| Stagione        | Squadra             | Comp            | Pres       | Reti       | Comp            | Pres            | Reti            | Comp                 | Pres                 | Reti                 | Comp        | Pres        | Reti        | Pres   | Reti   |
| --------------- | ------------------- | --------------- | ---------- | ---------- | --------------- | --------------- | --------------- | -------------------- | -------------------- | -------------------- | ----------- | ----------- | ----------- | ------ | ------ |
| 2019-2020       | Paris Saint-Germain | D1              | 0          | 0          | CF              | 0               | 0               | UWCL                 | 0                    | 0                    | -           | -           | -           | 0      | 0      |
| 2020-2021       | Paris Saint-Germain | D1              | 1          | 0          | CF              | -               | -               | UWCL                 | 3                    | 0                    | SCF         | -           | -           | 4      | 0      |
| 2021-2022       | Paris Saint-Germain | D1              | 4          | 0          | CF              | -               | -               | UWCL                 | 2                    | 0                    | -           | -           | -           | 6      | 0      |
| 2022-2023       | Real Sociedad       | PD              | 22         | 1          | CS              | 1               | 0               | -                    | -                    | -                    | SCS         | 2           | 0           | 25     | 1      |
| 2023-2024       | Paris Saint-Germain | D1              | 17+2       | 0          | CF              | 5               | 0               | UWCL                 | 12                   | 0                    | SCF         | 3           | 0           | 39     | 0      |
| 2024-2025       | Paris Saint-Germain | PL              | 8          | 0          | CF              | -               | -               | UWCL                 | 2                    | 0                    | SCF         | -           | -           | 10     | 0      |
| Totale Paris SG | Totale Paris SG     | Totale Paris SG | 32         | 0          | -               | 5               | 0               | -                    | 19                   | 0                    | -           | 3           | 0           | 59     | 0      |
| Totale carriera | Totale carriera     | Totale carriera | 54         | 1          | -               | 6               | 0               | -                    | 19                   | 0                    | -           | 5           | 0           | 84     | 1      |

### Presenze e reti in nazionale
| Cronologia completa delle presenze e delle reti in nazionale ― Francia | Cronologia completa delle presenze e delle reti in nazionale ― Francia | Cronologia completa delle presenze e delle reti in nazionale ― Francia | Cronologia completa delle presenze e delle reti in nazionale ― Francia | Cronologia completa delle presenze e delle reti in nazionale ― Francia | Cronologia completa delle presenze e delle reti in nazionale ― Francia | Cronologia completa delle presenze e delle reti in nazionale ― Francia | Cronologia completa delle presenze e delle reti in nazionale ― Francia |
| Data                                                                   | Città                                                                  | In casa                                                                | Risultato                                                              | Ospiti                                                                 | Competizione                                                           | Reti                                                                   | Note                                                                   |
| ---------------------------------------------------------------------- | ---------------------------------------------------------------------- | ---------------------------------------------------------------------- | ---------------------------------------------------------------------- | ---------------------------------------------------------------------- | ---------------------------------------------------------------------- | ---------------------------------------------------------------------- | ---------------------------------------------------------------------- |
| 29-10-2024                                                             | Ginevra                                                                | Svizzera                                                               | 2 – 1                                                                  | Francia                                                                | Amichevole                                                             | -                                                                      |                                                                        |
| 30-11-2024                                                             | Angers                                                                 | Francia                                                                | 2 – 1                                                                  | Nigeria                                                                | Amichevole                                                             | -                                                                      | 46’                                                                    |
| Totale                                                                 |                                                                        | Presenze                                                               | 2                                                                      |                                                                        | Reti                                                                   | 0                                                                      |                                                                        |

## Palmarès

### Club
- Coppa di Francia: 1

Paris SG: 2023-2024